# Gake
L'archer de kyūdō porte un gant unique sur la main droite appelé yugake (弓悬), littéralement : « suspendre l'arc ». Il est utilisé pour ouvrir l'arc de kyūdō.

## Description
Le gake permet d'accrocher la corde de l'arc à la base du pouce de la main droite suivant une technique proche de la prise de corde mongole. Cette prise est nommée « torikake ». Torikake se déroule pendant yugamae, la troisième phase du tir. Ce gant est fabriqué en cuir de cerf et en bois marouflé de cuir pour le pouce. Pendant le tir, il est maintenu à la main par une sangle autour du poignet.

## Utilisation

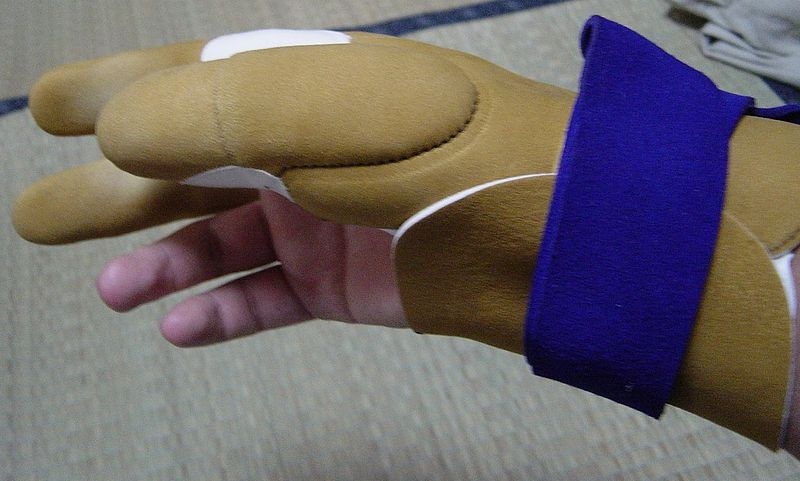
Gant de type mitsugake, à trois doigts.

Plusieurs types de gant existent. Il y a des gants à trois doigts, mitsugake (pouce, index et majeur), quatre doigts, yotsugake (pouce, index, majeur et annulaire) ou cinq doigts, morogake. Le morogake est utilisé presque exclusivement par l'école Ogasawara-ryū, et n'est généralement pas utilisé en compétition. En théorie, un gant à quatre doigts permet d'ouvrir des arcs plus forts. Le nombre de doigts du gant correspond aussi à des variantes dans l'utilisation de la main pour saisir la corde. L'utilisation des gants diffère en fonction des écoles et, parfois, par la fabrication qu'a fait le maître-gantier. En raison de la subtilité acquise au cours des années de pratique, un archer utilisant un type de gant ne change pas pour un autre gant. De plus, le gant « se fait » à la main de l'archer, il est difficile de réinvestir un deuxième gant neuf dans une carrière de kyudo.
Pendant l'ouverture de l'arc, le pouce de l'archer s'étire par la corde en direction de la cible alors que les deux ou trois autres doigts du gant reçoivent la pression du pouce pendant cette traction. Une poudre de résine (giriko) est préalablement appliquée au point de contact de cette pression. Le giriko permet au pouce de céder à la traction de la corde et de produire un lâcher franc et net.
Entre la peau de la main et celle du gant, l'archer porte un sous-gant (shitagake) en coton. Il préserve le cuir de la transpiration de la main.